# Crackòvia
Crackòvia fue un programa español de sátira deportiva en catalán y castellano.
Empezó a emitirse en la cadena autonómica TV3 en 2008. Debido al éxito, surgió en 2010 una versión para Telemadrid, Castilla-La Mancha Televisión, CyL7 de Radio Televisión de Castilla y León y Aragón TV en castellano con el nombre de Crackovia, y otra exclusiva para Aragón TV llamada En el Fondo Norte.
El formato original de TV3 en colaboración con Minoría absoluta, se emite semanalmente los lunes. Crackòvia surgió como spin-off del espacio humorístico de TV3 Polònia. Mientras que Polònia está dedicado a la sátira política, en Crackòvia se parodia la actualidad deportiva. El nombre Crackòvia refiere simultáneamente a los cracks del deporte, y a la ciudad polaca de Cracovia, que a su vez refiere al término despectivo y coloquial "polaco" para referirse a los catalanes.
Crackòvia ha llegado a registrar índices de audiencia superiores a los de su hermano mayor Polònia. Los inicios del programa coincidieron con la llegada de Pep Guardiola al banquillo del FC Barcelona. Este hecho casual dio un impulso a Crackòvia, que vio como su parodia del equipo azulgrana coincidía con los éxitos del equipo real sobre el césped. Además, con la llegada de José Mourinho al banquillo del Real Madrid, el programa vivió algunos de sus momentos más álgidos, con la recreación de los enfrentamientos en la pequeña pantalla de la mano de Pep Plaza y Toni Albà.
El programa consta de una sucesión de sketches donde se parodia a personalidades del mundo del deporte, y muy especialmente del fútbol, centrada en futbolistas, directivos, periodistas y personalidades relacionadas con el FC Barcelona, el RCD Español y el Real Madrid.
Durante la Copa América 2015, Fox Sports emitió una serie de capítulos especiales para Latinoamérica. Durante la Copa América Centenario, Televisa emitió una miniserie de capítulos especiales sobre la Selección Mexicana y algunos jugadores internacionales.
En agosto de 2017 se dijo que Crackòvia descansaría hasta enero de 2018 para emitir una maratón de Merlí, descanso del que aún no han vuelto. Algunos actores partícipes del programa confirmaron que la productora llegó a un acuerdo con TV3 para no continuar con el proyecto. Actualmente de vez en cuando en Polònia hay alguna sketch de fútbol.

## Actores y algunas personas a las que imita
- Jordi Ríos (2008-2017) (Messi, Florentino Pérez, Sergio Ramos, Diego Simeone, Johan Cruyff, Louis Van Gaal, Alexis Sánchez, Carles Puyol, Huntelaar, Fernando Alonso)

- Pep Plaza (2008-2017) (Pep Guardiola, Florentino Pérez, Juan Carlos Unzué, Paco Buyo, Pepe, Lobo Carrasco, Loco Gatti, Iker Casillas,Javi López, Josep Luis Bartomeú)

- David Olivares (2008-2017) (Jordi Grau, Víctor Valdés, Luis Suárez, Ronaldinho,  Javier Aguirre, Javier Marquez, Jordi Ribarosa, Xavi Torres, Rafa Benitez)

- Agnés Busquets (2008-2017) (Cristina Cubero, Sonia Gelmà)

- Mireia Portas (2008-2012) (Sara Carbonero, Shakira)

- Javi Jiménez (2008-2012) (Ramón Calderón, Vicente Boluda, Manuel Pellegrini, Chygrynski, Michael Robinson, Zubizarreta, Daniel Sánchez Libre)

- Sergi Más (2008-2013) (2014) (Javier Aguirre, Stoickov)

- Carlos Latre (2008- 2012) (2014) (2015) (Messi, Josep Luis Núñez, Pedro, Xavi, Tomás Roncero, Maradona, Agüero, Sergio García, Raúl Tamudo, Raúl González, Rafa Nadal, Jorge Lorenzo)

- Óscar García (2008-2014) (Sergio Busquets, Piqué, Xavi, Higuaín, Callejón, Verdú)

- Oriol Cruz (2008-2017) (Andrés Iniesta, Bojan, Afellay, Kaká, Robert Fernández, Nani Roma,Jordi Costa)

- Miquel Angel Rípeu (2008- 2014) (Etoo,Pelé, Yaya Touré, Drenthe, Kameni, Kobe Bryant )

- Bruno Oro (2009-2014) (2015-2016) (Cristiano Ronaldo, Ibrahimović, Villa, Sandro Rosell, Piqué, Mauricio Pochettino)

- Toni Albà (2008-2016) (José Mourinho, Charles Rexach, Dani Alves, Rey Juan Carlos)

- Xavi Serrano (2008-2017) (Guti, Pinto, Diego López, Mauricio Pochettino, Zinedine Zidane,Tito Vilanova, Ernesto Valverde,Pau Gasol, Ricky Rubio)

- Queco Novell (2008-2015) (Sandro Rosell, Joan Laporta, Joan Gamper)

- David Fernández (2011-2012) (Di María, Neymar, Pinto, Coutinho)

- Cesc Casanovas (2012-2017) (Zubizarreta, Joan Collet, Chen Yansheng, Tomás Roncero)

- David Verdaguer (2012-2015) (Neymar, Bale, Rivaldo)

- Oriol Vila (2013-2015) (Messi, Marc Márquez, Sergio García, Arda Turan)

- Max Marieges (2012-2014) (Messi, Pedro, Xavi Hernández)

- Iván Labanda (2013-2017) (Tata Martino, Luis Enrique, Víctor Valdés, Casillas, Sampaoli, Alfredo Duro, Nacho Peña)

- Carles Roig (2014-2017) (Neymar, Piqué, Sergio Busquets, Alcácer, Morata, Aleix Vidal)

- David Marcé (2014-2017) (Sergi Roberto)

- Raúl Pérez (2015-2017) (Pedrerol, Manolo Lama, Julio Maldonado Maldini, Michael Robinson, Jordi Cruz, Carlos Sobera, Rakitic, Van Gaal, Vicente del Bosque)

- Alan Lillo (2015-2017) (Manu Carreño, Nico Abad, Bernat Soler, Becario, Neymar, Quim Domenech, Quique Sánchez Flores)

- Albert Mèlich (2015-2017) (Ter Stegen, Piqué, Mathieu, Bale, Zidane, Bartra)

- Pol López(2015-2017) Personajes de la serie llegendes de sport

- Marc Rodríguez (2012-2017) (Joan Altafulla, Bartra, Matias Pearson, Modric, Primo de Pedrerol, Ángel Nieto)

- David Muñoz (2016-2017) (Luis Suárez, Cristóbal Soria)

- David Moreno (2016) (Benzema, Manu Guix, Dumbledore)

- Xavi Carreras (2016-2017)

- Blai Rodríguez (2011-2014) (Cesc Fabregas, Coentrão, Bartra, Jordi Alba, Karanka)

- Fermí Fernández (2008-2015) (2016) (Josep Pedrerol, Camarero, Pepe, Ozil)

- Judit Martin (2017) (Cristina Cubero, Cuca Bonavida, La que lee los tuits)

## Temporada 9: Personajes e imitadores
- Joan Rufas - Él mismo (Capítulo 1 - Capítulo 33, Capítulo 35, Especial Canciones,Despedida Luis Enrique y Mejores Momentos)
- Luis Enrique - Iván Labanda (Capítulo 1 - Capítulo 6, Capítulo 9 - Capítulo 26, Capítulo 28 - Capítulo 35, Especial Canciones y Despedida Luis Enrique)
- Ter Stegen - Albert Mèlich (Capítulo 1 - Capítulo 12, Capítulo 14 - Capítulo 19, Capítulo 23, Capítulo 31)
- Lionel Messi - Jordi Ríos (Capítulo 1 - Capítulo 4, Capítulo 7, Capítulo 9 - Capítulo 11, Capítulo 14 - Capítulo 16, Capítulo 18, Capítulo 21 - Capítulo 31, Capítulo 33 - Capítulo 35)
- Luis Suárez - David Muñoz (Capítulo 1 - Capítulo 3, Capítulo 8 - Capítulo 9, Capítulo 14, Capítulo 21) David Olivares (Capítulo 29 - Capítulo 31, Capítulo 34)
- Neymar - Alan Lillo (Capítulo 2 - Capítulo 3, Capítulo 5, Capítulo 8 - Capítulo 14, Capítulo 16, Capítulo 25, Capítulo 29, Capítulo 34)
- Josep Maria Bartomeu - Pep Plaza (Capítulo 1, Capítulo 5, Capítulo 7 - Capítulo 8, Capítulo 11 - Capítulo 12, Capítulo 28 - Capítulo 35, Especial Despedida Luis Enrique)
- Josep Pedrerol - Raúl Pérez (Capítulo 1 - Capítulo 35)
- Florentino Pérez - Jordi Ríos (Capítulo 1 - Capítulo 22, Capítulo 24 - Capítulo 26, Capítulo 28 - Capítulo 35, Mejores Momentos)
- Manolo Lama - Raúl Pérez (Capítulo 1 - Capítulo 21, Capítulo 23 - Capítulo 35)
- Manu Carreño - Alan Lillo (Capítulo 1 - Capítulo 21, Capítulo 35)
- Pepe Domingo Castaño - Pep Plaza (Capítulo 1, Capítulo 3 - Capítulo 4, Capítulo 7, Capítulo 10, Capítulo 13, Capítulo 15, Capítulo 18, Capítulo 35)
- Nico Abad - Alan Lillo (Capítulo 1 - Capítulo 5, Capítulo 7, Capítulo 10, Capítulo 16 - Capítulo 17, Capítulo 20 - Capítulo 21, Capítulo 27)
- Ángel Nieto - Marc Rodríguez (Capítulo 1 - Capítulo 2, Capítulo 4 - Capítulo 5, Capítulo 10, Capítulo 14, Capítulo 16 - Capítulo 17, Capítulo 20 - Capítulo 21, Capítulo 27, Capítulo 35)
- Jose Mourinho - Iván Labanda (Capítulo 1) Raúl Pérez (Capítulo 7)
- Pep Guardiola - Pep Plaza (Capítulo 1, Capítulo 3, Capítulo 6 - Capítulo 8, Capítulo 16, Capítulo 23)
- Ángel Llácer - Iván Labanda (Capítulo 1, Capítulo 4, Capítulo 23)
- Josep Maria Mainat - David Moreno (Capítulo 1)
- Álex Gorina - Iván Labanda (Capítulo 1, Capítulo 10)
- Jaume Figueras - Cesc Casanovas (Capítulo 1, Capítulo 10)
- Joan Altafulla - Marc Rodríguez (Capítulo 1 - Capítulo 19, Capítulo 21 - Capítulo 22, Capítulo 24 - Capítulo 27, Capítulo 34)
- Llegendes de le sport - Pol López (Capítulo 1 - Capítulo 14, Capítulo 16 - Capítulo 19, Capítulo 21 - Capítulo 22, Capítulo 24, Capítulo 26 - Capítulo 27)
- Cristóbal Soria - David Muñoz (Capítulo 1 - Capítulo 3, Capítulo 9, Capítulo 21)
- Paco Alcácer - Carles Roig (Capítulo 1, Capítulo 6 - Capítulo 7, Capítulo 10, Capítulo 12, Capítulo 15 - Capítulo 16, Capítulo 19 - Capítulo 21, Capítulo 23, Capítulo 26 - Capítulo 27, Capítulo 29 - Capítulo 35)
- Álvaro Morata - Carles Roig (Capítulo 1, Capítulo 7, Capítulo 9, Capítulo 15)
- Carlos Sobera - Raúl Pérez (Capítulo 1)
- María Teresa Campos - Iván Labanda (Capítulo 2)
- Terelu Campos - Cesc Casanovas (Capítulo 2)
- Tomás Guasch - Rubén Ramírez (Capítulo 2)
- Merlí - David Olivares (Capítulo 2 - Capítulo 5, Capítulo 14)
- Chen Yansheng - Cesc Casanovas (Capítulo 2)
- Secretario Espanyol - David Olivares (Capítulo 2)
- Jordi Grau - David Olivares (Capítulo 2, Capítulo 22, Capítulo 30, Capítulo 32 - Capítulo 33)
- Carlos Pérez de Rozas - Cesc Casanovas (Capítulo 3, Capítulo 9, Capítulo 11, Capítulo 13 - Capítulo 14, Capítulo 19, Capítulo 31 - Capítulo 33, Capítulo 35)
- Jordi Hurtado - Iván Labanda (Capítulo 3)
- Sergi Pàmies - David Olivares (Capítulo 3 - Capítulo 4, Capítulo 6 - Capítulo 8, Capítulo 10 - Capítulo 14, Capítulo 16 - Capítulo 17, Capítulo 19 - Capítulo 22, Capítulo 24, Capítulo 26 - Capítulo 27, Capítulo 29, Capítulo 34 - Capítulo 35)
- Quim Monzó - Pep Plaza (Capítulo 3 - Capítulo 4, Capítulo 6 - Capítulo 8, Capítulo 10 - Capítulo 14, Capítulo 16 - Capítulo 17, Capítulo 19 - Capítulo 22, Capítulo 24, Capítulo 26 - Capítulo 27, Capítulo 29, Capítulo 34 - Capítulo 35)
- Óscar Dalmau - Pep Plaza (Capítulo 3)
- Lester "Les " Gold Empeños a lo bestia - Fermí Fernández (Capítulo 3)
- Camarero - Fermí Fernández (Capítulo 3)
- Manu Guix - David Moreno (Capítulo 4)
- Dumbledore - David Moreno (Capítulo 4)
- Bertín Osborne - Pep Plaza (Capítulo 4)
- Peluquero de Messi - Marc Rodríguez (Capítulo 4)
- Bernat Soler - Alan Lillo (Capítulo 4 - Capítulo 5, Capítulo 9, Capítulo 14, Capítulo 17)
- David Barrufet - Él mismo (Capítulo 4)
- Sergio Ramos- Jordi Ríos  (Capítulo 5 - Capítulo 6, Capítulo 13, Capítulo 17 - Capítulo 19, Capítulo 31)
- Sergi Roberto- David Marcé (Capítulo 5, Capítulo 25)
- Aleix Vidal- Carles Roig (Capítulo 5, Capítulo 9 - Capítulo 10, Capítulo 14, Capítulo 17, Capítulo 23)
- Albert Om - Pep Plaza (Capítulo 5)
- Gerard Piqué - Albert Mélich (Capítulo 5 - Capítulo 6, Capítulo 11 - Capítulo 13, Capítulo 17, Capítulo 23, Capítulo 28)
- Jorge Javier Vázquez - Rubén Ramírez (Capítulo 5)
- Ruggero Leoncavallo - Iván Labanda (Capítulo 5)
- Michael Robinson - Raúl Pérez (Capítulo 5, Capítulo 11, Capítulo 17)
- Marc Márquez - Oriol Cruz (Capítulo 6)
- Jordi Basté - Pep Plaza (Capítulo 6)
- Peyu - Iván Labanda (Capítulo 6, Capítulo 12)
- Zinedine Zidane - Albert Mélich (Capítulo 6 - Capítulo 7, Capítulo 15, Capítulo 18 - Capítulo 19, Capítulo 23, Capítulo 29, Capítulo 33)
- Jordi Costa - Oriol Cruz (Capítulo 6 - Capítulo 10, Capítulo 13, Capítulo 15, Capítulo 17, Capítulo 21 - Capítulo 22, Capítulo 25, Capítulo 27, Capítulo 33, Capítulo 35)
- Jacek Magiera, entrenador Legia Varsovia - David Olivares (Capítulo 6)
- Drew Scott - Xavi Carreras (Capítulo 6)
- Jonathan Scott - Xavi Carreras (Capítulo 6)
- Mark Clattenburg - Alan Lillo (Capítulo 6)
- Javier Mascherano - Cesc Casanovas (Capítulo 7, Capítulo 14, Capítulo 23, Capítulo 32)
- Rafa Benítez - David Olivares (Capítulo 7, Capítulo 19, Capítulo 35)
- Joaquim Maria Puyal - Pep Plaza(Capítulo 6 - Capítulo 7)
- Cristiano Ronaldo - Muñeco (Capítulo 7 - Capítulo 16, Capítulo 18 - Capítulo 20, Capítulo 26 - Capítulo 29, Capítulo 31, Capítulo 33, Especial Canciones)
- Eduardo Inda - Alan Lillo (Capítulo 7, Capítulo 17)
- Presidente Comité - Marc Rodríguez (Capítulo 8)
- Pepa López como Coralina de Merlí - Agnés Busquets (Capítulo 8)
- Agente Montoya - Oriol Cruz (Capítulo 8)
- Otro agente Comité - David Moreno (Capítulo 8)
- Pau Durà como Toni de Merlí - David Olivares (Capítulo 8)
- Roger Bland -  Xavi Carreras (Capítulo 8)
- Sonia Gelma - Agnes Busquets (Capítulo 8, Capítulo 13)
- Candela Antón - Berta (Merlí) (Capítulo 8)
- Jeremy Mathieu - Albert Mélich (Capítulo 9, Capítulo 18, Capítulo 26, Capítulo 29, Capítulo 31)
- Karim Benzema - David Moreno (Capítulo 9)
- Maldini - Raúl Pérez (Capítulo 9, Capítulo 20, Capítulo 27)
- Diego Armando Maradona - Cesc Casanovas (Capítulo 9 - Capítulo 11, Capítulo 24, Capítulo 27)
- Robert Fernández - Oriol Cruz (Capítulo 9, Capítulo 26, Capítulo 30 - Capítulo 31, Capítulo 33 - Capítulo 34) David Marcé (Capítulo 16)
- Ivan Rakitić - Raúl Pérez (Capítulo 9, Capítulo 19, Capítulo 22)
- Tatuador - Marc Rodríguez (Capítulo 10)
- Donald Trump - Toni Albà (Capítulo 10)
- Julen Lopetegui - Pep Plaza (Capítulo 10, Capítulo 27)
- Traductor de Bartomeu - Xavi Carreras (Capítulo 11)
- Antoine Griezmann - Alan Lillo (Capítulo 11)
- Gareth Bale - Albert Mèlich (Capítulo 11)
- Modista - Marc Rodríguez (Capítulo 12)
- Voz en Off de los vídeos de Pedrerol - Alan Lillo (Capítulo 2) (Capítulo 4) (Capítulo 6- Capítulo 17, Capítulo 19 - Capítulo 28, Capítulo 31 - Capítulo 34)
- Tieta Pedrerol - Cesc Casanovas (Capítulo 13, Capítulo 16, Capítulo 31)
- Cosí Pedrerol - Marc Rodríguez (Capítulo 13, Capítulo 31)
- Tiet Pedrerol - Alan Lillo (Capítulo 13, Capítulo 31)
- Arda Turan - Xavi Carreras (Capítulo 13)
- André Gomes -   (Capítulo 13, Capítulo 23, Capítulo 26, Capítulo 31 - Capítulo 33, Capítulo 35)
- Andrés Iniesta - Oriol Cruz (Capítulo 13 - Capítulo 15, Capítulo 17, Capítulo 19, Capítulo 21 - Capítulo 22, Capítulo 25)
- Tomás Roncero -  Cesc Casanovas (Capítulo 14, Capítulo 17 - Capítulo 18, Capítulo 23)
- Médico -  David Olivares (Capítulo 14)
- Diego López - Xavi Serrano (Capítulo 15, Capítulo 22)
- Quique Sánchez Flores - Alan Lillo (Capítulo 15, Capítulo 32)
- Médico de Altafulla - Pol López (Capítulo 15)
- Copérnico - Carles Roig (Capítulo 16)
- Chino que compra el Crackovia - David Olivares (Capítulo 16)
- Pablo Motos - Iván Labanda (Capítulo 16)
- Becario de Pedrerol - Alan Lillo (Capítulo 17 - Capítulo 29, Capítulo 31 - Capítulo 35)
- Javier Tebas - Cesc Casanovas (Capítulo 17, Capítulo 32)
- Gianni Infantino - David Olivares (Capítulo 17, Capítulo 28)
- Escolta de Infantino - Xavi Carreras (Capítulo 17)
- Quim Domènech - Alan Lillo (Capítulo 18 - Capítulo 19, Capítulo 21 - Capítulo 23, Capítulo 26 - Capítulo 27, Capítulo 29 - Capítulo 31, Capítulo 33 - Capítulo 34)
- Xavier Sardà - Pep Plaza (Capítulo 18, Capítulo 20, Capítulo 23)
- Juan Carlos Ortega - David Olivares (Capítulo 18, Capítulo 20)
- Louis Van Gaal -Raúl Pérez (Capítulo 18, Capítulo 21)
- Jorge Valdano - Pep Plaza (Capítulo 18, Capítulo 20 - Capítulo 21)
- Sebastià D´Arbò - Cesc Casanovas (Capítulo 18)
- Hombre de la cita - Marc Rodríguez (Capítulo 18)
- Logan - Iván Labanda (Capítulo 18, Capítulo 20 - Capítulo 21, Capítulo 29)
- Hombres Bet365 - Marc Rodríguez (Capítulo 18, Capítulo 20)
- Hombre Bet365- Albert Mèlich (Capítulo 18)
- Figurante Periodismo Deluxe - David Olivares (Capítulo 18, Capítulo 21)
- Danilo - Carles Roig (Capítulo 19)
- Christian Escribá - Iván Labanda (Capítulo 19)
- Alfredo Duro - Iván Labanda (Capítulo 19 - Capítulo 20, Capítulo 22 - Capítulo 25, Capítulo 27 - Capítulo 28, Capítulo 30 - Capítulo 31, Capítulo 33, Capítulo 35)
- Mago Pop - Oriol Cruz (Capítulo 19)
- Risto Mejide - Alan Lillo (Capítulo 19, Capítulo 23)
- Josep María Minguella - Cesc Casanovas (Capítulo 19)
- Óscar Nebreda - Pep Plaza (Capítulo 19)
- Hernández Hernández -  (Capítulo 19)
- Xavi, cocinero - David Olivares (Capítulo 19)
- Percusionista de Pedrerol - Xavi Carreras (Capítulo 20, Capítulo 22, Capítulo 25) Xavi Serrano (Capítulo 35)
- Hombre Bet365 - Xavi Carreras (Capítulo 20)
- Jorge D´Alessandro - Pep Plaza (Capítulo 20, Capítulo 25, Capítulo 32)
- Cholo Simeone - Jordi Ríos (Capítulo 20, Capítulo 23, Capítulo 32 - Capítulo 33)
- Mono Burgos - David Olivares (Capítulo 20)
- Tomàtic - Iván Labanda (Capítulo 20 - Capítulo 21)
- Fábio Coentrao - Xavi Serrano (Capítulo 21)
- Joan Gaspart - Pep Plaza (Capítulo 21)
- Paco Buyo - Pep Plaza (Capítulo 21)
- Juan, fontanero - Marc Rodríguez (Capítulo 21)
- Esteban, fontanero - David Olivares (Capítulo 21)
- Juan Carlos Rivero - Xavi Serrano (Capítulo 21 - Capítulo 22, Capítulo 32)
- Axel Torres - Pep Plaza (Capítulo 22)
- Sergio Busquets - Carles Roig (Capítulo 22 - Capítulo 23)
- Mago Félix - Oriol Cruz (Capítulo 22 - Capítulo 28, Capítulo 30, Capítulo 35)
- Roger de Gracia - David Olivares (Capítulo 22)
- José Corbacho - Oriol Cruz (Capítulo 23)
- Jorge Sampaoli - Iván Labanda (Capítulo 23)
- Luis Figo - Xavi Carreras (Capítulo 23)
- Jordi Vila - Él mismo (Capítulo 23 - Capítulo 25) (Capítulo 30)
- Pepe Reina - Pep Plaza (Capítulo 24, Capítulo 27)
- Jesús Gallego - Alan Lillo (Capítulo 24 - Capítulo 34)
- Emilio Butragueño - Pep Plaza (Capítulo 24, Capítulo 26)
- Cristina Cubero - Judit Martín (Capítulo 24 - Capítulo 25)
- Ángel Di María - Carles Roig (Capítulo 25)
- Jordi Grau, Nico Abad, Christian Escribà, Jurado de Oh Happy Day (Gisela, Peter Vives y Daniel Anglès), Jorge Lorenzo, Jordi Costa, Sonia Gelmà, Jordi Planes, Carlos Pérez de Rozas, Manu Carreño, Manolo Lama, Bernat Soler, Xavi Valls, Roger de Gràcia, Joan María Pou, Josep Pedrerol - Ellos mismos (Capítulo 25)
- Juanma Rodríguez - Iván Labanda (Capítulo 26)
- Juan Carlos Unzué - Pep Plaza (Capítulo 26, Capítulo 28)
- Peter Lim - Ánonimo  (Capítulo 26)
- Munir El Haddadi -  (Capítulo 26)
- Ernesto Valverde - Xavi Serrano (Capítulo 28)
- Lobo Carrasco - Pep Plaza (Capítulo 28)
- Guti - Xavi Serrano (Capítulo 28, Capítulo 35)
- Psicólogo de Luis Enrique - David Marcé (Capítulo 28)
- La que lee los tuits - Judit Martín (Capítulo 28 - Capítulo 30, Capítulo 34 - Capítulo 35)
- Mujer de Luis Enrique - Judit Martín (Capítulo 28)
- Carles Costa - David Marcé (Capítulo 28)
- Eloi Vila - David Olivares (Capítulo 28)
- Alfonso Albadalejo de Prada - Alan Lillo (Capítulo 28)
- Hombre palco Real Madrid - Albert Mèlich (Capítulo 28)
- Mujer palco Real Madrid - Judit Martín (Capítulo 28)
- Árbitro - Xavi Serrano (Capítulo 28)
- Árbitro - Oriol Cruz (Capítulo 28)
- Loco Gatti - Pep Plaza (Capítulo 29, Capítulo 35)
- Entrenador del Eldense - Cesc Casanovas (Capítulo 29)
- Raffaella Carrá - Judit Martín (Capítulo 29)
- Bailarín de Raffaella - Albert Mèlich (Capítulo 29)
- Cuca Bonavida - Judit Martín (Capítulo 29 - Capítulo 35)
- Mateo Pearson - Marc Rodríguez (Capítulo 29 - Capítulo 33, Capítulo 35)
- Carlo Ancelotti - Cesc Casanovas (Capítulo 29)
- Gianluigi Buffon - Pep Plaza (Capítulo 30)
- Jugador del Espanyol Gómez - Marc Rodríguez (Capítulo 30)
- Jugador del Espanyol Martínez - Carles Roig (Capítulo 30)
- Hombre culé - David Olivares (Capítulo 30, Capítulo 32)
- Mujer culé  - Judit Martín (Capítulo 30, Capítulo 32)
- Legionarios - Carles Roig, Alan Lillo y Marc Rodríguez (Capítulo 30)
- Mag Fèlix - Él mismo (Capítulo 30)
- Arkano - Él mismo (Capítulo 25) (Capítulo 31)
- Calculadora humana - Oriol Cruz (Capítulo 31)
- Comprador de Mathieu y André Gomes - Cesc Casanovas (Capítulo 31)
- Árbitro - Marc Rodríguez (Capítulo 31)
- Nacho Peña - Iván Labanda (Capítulo 32, Capítulo 34)
- Jeque del Málaga - Xavi Serrano (Capítulo 32)
- Blue Coral - Judit Martín (Capítulo 32)
- Hermanos Pulido - Marc Rodríguez y Xavi Serrano (Capítulo 32)
- Albert Closas - Él mismo (Capítulo 32)
- Economista - David Olivares (Capítulo 32)
- Aficionados del Barcelona - David Olivares y Judit Martin (Capítulo 32)
- Aficionados del Madrid - Cesc Casanovas, Carles Roig (Capítulo 32) David Olivares (Capítulo 32,34) Marc Rodríguez (Capítulo 34)
- Marc Ribas - David Olivares (Capítulo 33)
- Aficionados del Barcelona - Marc Rodríguez,  Albert Mèlich y Cesc Casanovas (Capítulo 33)
- Coreógrafo - Albert Mèlich (Capítulo 33)
- Tata Martino - Iván Labanda (Capítulo 34)
- Georgie Dann - Oriol Cruz (Capítulo 34)
- Doraemon -  (Capítulo 35)
- Hombres laboratorios Josemari - Marc Rodríguez (Capítulo 35)

## Temporada 8
- Joan Rufas - Joan Rufas (Capítulo 1 - Capítulo 32)
- Luis Enrique - Iván Labanda (Capítulo 1 - Capítulo 8, Capítulo 10 - Capítulo 32)
- Javier Mascherano - Cesc Casanovas (Capítulo 1 - Capítulo 5, Capítulo 19, Capítulo 22, Capítulo 29)
- Gerard Piqué - Albert Mèlich (Capítulo 1 - Capítulo 2, Capítulo 5, Capítulo 8, Capítulo 22, Capítulo 24, Capítulo 31)
- Marc Bartra - Albert Mèlich (Capítulo 31)
- Ter Stegen - Albert Mèlich (Capítulo 1, Capítulo 3, Capítulo 16, Capítulo 18, Capítulo 26)
- Jéremy Mathieu - Albert Mèlich (Capítulo 11, Capítulo 18, Capítulo 20, Capítulo 22, Capítulo 30)
- Lionel Messi - Jordi Ríos (Capítulo 3, Capítulo 7, Capítulo 9 - Capítulo 14, Capítulo 16 - Capítulo 21, Capítulo 23, Capítulo 25, Capítulo 27 - Capítulo 28, Capítulo 31)
- Ivan Rakitić - Raúl Pérez (Capítulo 3 - Capítulo 4)
- Andrés Iniesta - Oriol Cruz (Capítulo 5 - Capítulo 6, Capítulo 8, Capítulo 11 - Capítulo 15, Capítulo 21, Capítulo 23, Capítulo 29, Capítulo 32)
- Luis Suárez - David Olivares (Capítulo 1, Capítulo 4, Capítulo 9 - Capítulo 10, Capítulo 12. Capítulo 14 - Capítulo 15, Capítulo 17 - Capítulo 20, Capítulo 22, Capítulo 25 - Capítulo 31)
- Sergi Roberto - David Marcé (Capítulo 2, Capítulo 6, Capítulo 11, Capítulo 13)
- Neymar - Carles Roig (Capítulo 3, Capítulo 9 - Capítulo 10, Capítulo 17 - Capítulo 20, Capítulo 25, Capítulo 28)
- Sergio Busquets - Carles Roig (Capítulo 6, Capítulo 19)
- Arda Turan - TBA (Capítulo 13)
- Arda Turan - Alan Lillo (Capítulo 25)
- Thomas Vermaelen - TBA (Capítulo 16)
- Josep Maria Bartomeu - Pep Plaza (Capítulo 3 - Capítulo 5, Capítulo 10, Capítulo 15, Capítulo 17, Capítulo 21, Capítulo 29, Capítulo 32)
- Josep Pedrerol - Raúl Pérez (Capítulo 1 - Capítulo 32)
- François Gallardo - David Olivares (Capítulo 1 - Capítulo 2)
- Sergio Ramos - Jordi Ríos (Capítulo 1 - Capítulo 3, Capítulo 5, Capítulo 7 - Capítulo 8, Capítulo 15, Capítulo 18, Capítulo 22, Capítulo 24, Capítulo 29, Capítulo 31)
- Cristiano Ronaldo - Bruno Oro (Capítulo 7 - Capítulo 8, Capítulo 11)
- Karim Benzema - Iván Labanda (Capítulo 10 - Capítulo 11)
- Gareth Bale - Albert Mèlich (Capítulo 20)
- Chendo - Xavi Ricart (Capítulo 10)
- Denís Chéryshev-TBA (Capítulo 10)
- Rafa Benítez - David Olivares (Capítulo 2, Capítulo 8 - Capítulo 12, Capítulo 14, Capítulo 20 - Capítulo 21, Capítulo 23, Capítulo 25, Capítulo 29)
- Zinedine Zidane - Alan Lillo (Capítulo 12) Xavi Serrano (Capítulo 14 - Capítulo 18, Capítulo 21, Capítulo 23, Capítulo 25, Capítulo 29)
- Florentino Pérez - Jordi Ríos (Capítulo 1, Capítulo 3 - Capítulo 5, Capítulo 8 - Capítulo 32)
- Vicente Del Bosque - Raúl López (Capítulo 6, Capítulo 8, Capítulo 24)
- Joan Collet - Cesc Casanovas (Capítulo 2 - Capítulo 3, Capítulo 6, Capítulo 9, Capítulo 11 - Capítulo 12, Capítulo 14 - Capítulo 16)
- Chen Yansheng - Cesc Casanovas (Capítulo 16 - Capítulo 17, Capítulo 19 - Capítulo 20, Capítulo 27)
- Javi López - Pep Plaza (Capítulo 14, Capítulo 17)
- Pau López - Pep Plaza (Capítulo 14, Capítulo 30)
- Constantin Gâlcă - Xavi Serrano (Capítulo 16)
- Filipe Luis - Alan Lillo (Capítulo 17, Capítulo 30)
- Fernando Torres - Albert Mèlich (Capítulo 26)
- Cholo Simeone - Jordi Ríos (Capítulo 26, Capítulo 30)
- Mono Burgos - David Olivares (Capítulo 26)
- Joaquín Sabina - Pep Plaza (Capítulo 25)
- Nolito - Iván Labanda (Capítulo 15)
- González González - Marc Rodríguez (Capítulo 16, Capítulo 28, Capítulo 32)
- Manolo Lama - Raúl Pérez (Capítulo 3 - Capítulo 32)
- Manu Carreño - Alan Lillo (Capítulo 3 - Capítulo 32)
- Faltas y Penaltis (Capítulo 19 - Capítulo 23)
- Pepe Domingo Castaño - Pep Plaza (Capítulo 9, Capítulo 14 - Capítulo 15, Capítulo 19, Capítulo 21 - Capítulo 24, Capítulo 27 - Capítulo 28, Capítulo 32)
- Nico Abad - Alan Lillo (Capítulo 3, Capítulo 6, Capítulo 10, Capítulo 17 - Capítulo 32)
- Ángel Nieto - Marc Rodríguez (Capítulo 6, Capítulo 10, Capítulo 17 - Capítulo 32)
- Maldini - Raúl Pérez (Capítulo 5, Capítulo 8, Capítulo 11, Capítulo 17, Capítulo 31)
- Michael Robinson - Raúl Pérez (Capítulo 9 - Capítulo 10, Capítulo 17, Capítulo 27, Capítulo 30)
- Bernat Soler - Alan Lillo (Capítulo 16, Capítulo 18, Capítulo 20, Capítulo 26)
- Bertín Osborne - Pep Plaza (Capítulo 16, Capítulo 21, Capítulo 30)
- Alfons Arús -Iván Labanda (Capítulo 20 - Capítulo 22, Capítulo 24, Capítulo 28)
- Victor Amela -Alan Lillo (Capítulo 20 - Capítulo 22, Capítulo 24)
- Angie Cárdenas - Lara Díez (Capítulo 24)
- Carlos Pérez de Rozas -Cesc Casanovas (Capítulo 20 - Capítulo 25, Capítulo 27 - Capítulo 28, Capítulo 31 - Capítulo 32)
- Gloria Serra - Leonor Lavado (Capítulo 5)
- Eduardo Inda - Alan Lillo (Capítulo 22)
- José Ramón de la Morena - Raúl Pérez (Capítulo 24)
- Shakira - Leonor Lavado (Capítulo 5)
- Shakira - Lara Díez (Capítulo 24)
- Tomás Roncero - Cesc Casanovas (Capítulo 1 - Capítulo 2, Capítulo 8, Capítulo 14)
- Jordi Grau - David Olivares (Capítulo 5 - Capítulo 6, Capítulo 14, Capítulo 17, Capítulo 21, Capítulo 29)
- Lluís Canut - Pep Plaza (Capítulo 22, Capítulo 24 - Capítulo 25)
- Òscar Dalmau - Pep Plaza (Capítulo 15, Capítulo 23)
- José Luis Núñez - Carlos Latre (Capítulo 7)
- Andoni Zubizarreta - Cesc Casanovas (Capítulo 7)
- Carlo Ancelotti - Cesc Casanovas (Capítulo 8, Capítulo 12)
- Carles Puyol - Jordi Ríos (Capítulo 6)
- Jose Mourinho - Toni Albà (Capítulo 8 - Capítulo 9, Capítulo 12 - Capítulo 13)
- Pep Guardiola - Pep Plaza (Capítulo 9, Capítulo 13, Capítulo 19, Capítulo 27, Capítulo 29)
- Guti - Xavi Serrano (Capítulo 7)
- Iker Casillas - Iván Labanda (Capítulo 21, Capítulo 25)
- Sara Carbonero - TBA (Capítulo 25)
- Alberto Chicote - Iván Labanda (Capítulo 6)
- Frédéric Hermel - Xavier Bertran (Capítulo 19)
- Bruce Springsteen -Marc Rodríguez (Capítulo 20)
- Aless Gibaja - TBA (Capítulo 4)
- Valentino Rossi - TBA (Capítulo 4)
- Joan Laporta - Queco Novell (Capítulo 7)
- Hijo de Rajoy - Jaume Ibars (Capítulo 9)
- Florentino de pequeño - Jaume Ibars (Capítulo 13)
- Niño poseído por Casillas - Jaume Ibars (Capítulo 32)
- Elisabet - Paula Mália (Capítulo 2)
- José Enrique (primo de Luis Enrique) - Alan Lillo (Capítulo 19)
- La padrina Pedrerol - Cesc Casanovas (Capítulo 12, Capítulo 14 - Capítulo 17, Capítulo 23, Capítulo 25, Capítulo 28)
- El tiet Pedrerol - Alan Lillo (Capítulo 12, Capítulo 14 - Capítulo 15, Capítulo 18, Capítulo 23)
- El cosí Pedrerol - Marc Rodríguez (Capítulo 12, Capítulo 14 - Capítulo 15, Capítulo 18)
- Merlí - David Olivares (Capítulo 11)
- Joan Altafulla - Marc Rodríguez (Capítulo 1 - Capítulo 32)
- Pol López - Personajes de Llegendes de l´sport (Capítulo 1 - Capítulo 12, Capítulo 14 - Capítulo 22, Capítulo 24 - Capítulo 32)
- Francesc Orella - Él mismo (Capítulo 1)
- Josep Pedrerol - Él mismo (Capítulo 20)
- Carlos Pérez de Rozas - Él mismo (Capítulo 24)
- Lluís Canut - Él mismo (Capítulo 24)
- Carles Rexach - Toni Albà (Capítulo 25)
- Dios - Cesc Casanovas (Capítulo 23, Capítulo 25)
- Sergi Barjuan - Albert Bermúdez (Capítulo 26)
- Quim Monzó - Pep Plaza (Capítulo 26)
- El Rubius - Iván Labanda (Capítulo 26)
- Genio de la lámpara - Marc Rodríguez (Capítulo 27)
- Jorge Javier Vázquez - Rubén Ramírez (Capítulo 27)
- Jordi Basté - Pep Plaza (Capítulo 27, Capítulo 30, Capítulo 32)
- José María García - Rubén Ramírez (Capítulo 27)
- Alfredo García, socio del Real Madrid - Marc Rodríguez (Capítulo 27)
- Jordi González - Pep Plaza (Capítulo 28)
- Yayá Touré - TBA (Capítulo 28)
- Sergi Pàmies - David Olivares (Capítulo 28)
- Mario Vaquerizo - Raúl Pérez (Capítulo 28)
- Tata Martino - Iván Labanda (Capítulo 29)
- Luís Soler - Él mismo (Capítulo 29)
- Gonzalo Bernardos - Oriol Cruz (Capítulo 29)
- Josep María Gay de Liébana - Pep Plaza (Capítulo 29)
- Mònica Terribas - Agnès Busquets (Capítulo 30)
- Rafa Guerrero - Alan Lillo (Capítulo 30)
- Auron Play - Iván Labanda (Capítulo 30)
- Auron Play - Él mismo (Capítulo 30)
- Cap de Prensa del Madrid - Xavi Carreras (Capítulo 30)
- Jordi Hurtado - Iván Labanda (Capítulo 31)
- Ángel Llácer - Iván Labanda (Capítulo 31 - Capítulo 32)
- Jordi Cruz - Raúl Pérez (Capítulo 32)
- Toni Cruanyes - David Marcé (Capítulo 32)
- Voz en off de los videos de los manolos- Alan Lillo(Capítulo 3-32)

## Personajes en la Temporada 2015/16
- Joan Rufas - Joan Rufas
- Luis Enrique - Iván Labanda
- Javier Mascherano - Cesc Casanovas
- Gerard Piqué - Albert Mèlich
- Ter Stegen - Albert Mèlich
- Jeremy Mathieu - Albert Mèlich
- Lionel Messi - Jordi Ríos
- Ivan Rakitić - Raúl Pérez
- Andrés Iniesta - Oriol Cruz
- Luis Suárez - David Olivares
- Sergi Roberto - David Marcé
- Neymar - Carles Roig
- Sergio Busquets - Carles Roig
- Arda Turan - TBA
- Thomas Vermaelen - TBA
- Josep Maria Bartomeu - Pep Plaza
- Josep Pedrerol - Raúl Pérez
- Sergio Ramos - Jordi Ríos
- Cristiano Ronaldo - Bruno Oro
- Karim Benzema - Iván Labanda
- Gareth Bale - Albert Mèlich
- Chendo - Xavi Ricart
- Denís Chéryshev-TBA
- Rafa Benítez - David Olivares
- Zinedine Zidane - Alan Lillo (Primera Aparición), Xavi Serrano
- Florentino Pérez - Jordi Ríos
- Vicente del Bosque - Raúl Pérez
- Joan Collet - Cesc Casanovas
- Chen Yansheng - Cesc Casanovas
- Javi López - Pep Plaza
- Constantin Gâlcă - 'Xavi Serrano
- Filipe Luis - Alan Lillo
- Nolito - Iván Labanda
- González González - Marc Rodríguez
- Manolo Lama - Raúl Pérez
- Manu Carreño - Alan Lillo
- Pepe Domingo Castaño - Pep Plaza
- Nico Abad - Alan Lillo
- Bertín Osborne - Pep Plaza
- Ángel Nieto - Marc Rodríguez
- Maldini - Raúl Pérez
- Michael Robinson - Raúl Pérez
- Bernat Soler - Alan Lillo
- Alfons Arús -Iván Labanda
- Victor Amela -Alan Lillo
- Angie Cárdenas - Lara Díez
- José Ramón de la Morena - Raúl Pérez
- Carlos Pérez de Rozas -Cesc Casanovas
- Gloria Serra - Leonor Lavado
- Eduardo Inda - Alan Lillo
- Shakira - Leonor Lavado/ Lara Díez
- Tomás Roncero - Cesc Casanovas
- Jordi Grau - David Olivares
- Lluís Canut - Pep Plaza
- Òscar Dalmau - Pep Plaza
- José Luis Núñez - Carlos Latre
- Andoni Zubizarreta - Cesc Casanovas
- Carlo Ancelotti - Cesc Casanovas
- Carles Puyol - Jordi Ríos
- Mourinho - Toni Albà
- Josep Guardiola - Pep Plaza
- Guti - Xavi Serrano
- Iker Casillas - Iván Labanda
- Albertp Chicote - Iván Labanda
- Frédéric Hermel - Xavier Bertran
- Bruce Springsteen -Marc Rodríguez
- Aless Gibaja - TBA
- Hijo de Rajoy - Jaume Ibars
- Florentino de pequeño - Jaume Ibars
- Elisabet - Paula Mália
- José Enrique (primo de Luis Enrique) - Alan Lillo
- Abuela Pedrerol - Cesc Casanovas
- Cuñado Pedrerol - Alan Lillo
- Tío Pedrerol - Marc Rodríguez
- Merlí - David Olivares
- Joan Altafulla - Marc Rodríguez
- Pol López - Personajes de Llegendes de l´sport
- Voz en off de los videos de los manolos

## Temporada 7
Luis Enrique- Iván Labanda
Lionel Messi- Jordi Ríos
Neymar- Carles Roig
Luis Suarez- David Olivares
Dani Alves- Toni Albà
Gerard Piqué- Carles Roig
Andrés Iniesta-Oriol Cruz
Iván Rakitić- David Marcé
Jeremy Mathieu-Xavier Serrano
Josep María Bartomeu- Pep Plaza
Toni Freixa- Jordi Ríos
Sandro Rosell- Queco Novell
Joan Laporta- Queco Novell
Joan Gaspart- Pep Plaza
Josep Lluís Nuñez- Iván Labanda
Johan Cruyff- Jordi Ríos
Carles Rexach- Toni Albà
Andoni Zubizarreta- Cesc Casanovas
Xavi Valls- Pep Plaza
Jordi Grau- David Olivares
Carlo Ancelotti- Cesc Casanovas
Iker Casillas- Iván Labanda
Sergio Ramos- Jordi Ríos
Gareth Bale- David Verdaguer
Cristiano Ronaldo- Iván Labanda/ Llimoo
Llimoo President - Llimoo
Saul Goodman - Llimoo
Florentino Pérez- Jordi Ríos
Josep Pedrerol- Fermí Fernández
Tomás Roncero- Cesc Casanovas
Diego Pablo Simeone- Jordi Ríos
Arda Turan- Oriol Vilá
Joan Collet- Cesc Casanovas
Pep Guardiola- Pep Plaza
Jose Mourinho- Toni Albà
Tata Martino- Iván Labanda
Carles Puyol- Jordi Ríos
Guti- Xavier Serrano
Felipe VI- Queco Novell
Víctor Valdés- Iván Labanda
Juan Carlos I- Toni Albà
Joan Collet- Cesc Casanovas
Sergio García- Oriol Vilá

## Algunos de los personajes imitados y sus imitadores
Esta es la lista de los actores y personajes imitados en el programa original.

### FC Barcelona
- Ronald Koeman - Fermí Fernández (entrenador)
- Josep Maria Bartomeu - David Olivares / Pep Plaza
- Gerard Piqué - Òscar García / Xavi Duc / Bruno Oro / Carles Roig / Albert Mélich
- Lionel Messi - Carlos Latre / Max Marieges / Oriol Vila / Jordi Ríos
- Sergio Busquets - Òscar Garcia/ Carles Roig
- Jordi Alba - Blai Rodríguez
- Hans Gamper - Queco Novell
- Sandro Rosell - Carlos Latre / Queco Novell / Bruno Oro
- José Luis Núñez - Carlos Latre / Iván Labanda
- Joan Gaspart - Pep Plaza
- Joan Laporta - Queco Novell
- Toni Freixa - Jordi Ríos
- Marc-André ter Stegen- David Verdaguer/ Albert Mélich
- Sergi Roberto- David Marcé
- Philippe Coutinho - David Fernández
- Antoine Griezmann - Alan Lillo

### Real Madrid
- Zinedine Zidane - Alan Lillo / Xavier Serrano / Albert Mélich (entrenador)
- Florentino Pérez - Pep Plaza / Jordi Ríos (presidente)
- Emilio Butragueño - Pep Plaza (director de Relaciones Institucionales)
- Sergio Ramos - Jordi Ríos
- Karim Benzema - Óscar García / Iván Labanda / David Moreno
- Marcelo Vieira - Carlos Latre / Max Marieges / Fermì Fernández
- Luka Modrić - Marc Rodríguez
- Isco - Iván Labanda
- Thibaut Courtois - Xavi Serrano

### R. C. D. Espanyol
- Chen Yansheng - Cesc Casanovas (presidente)
- Javi López - Pep Plaza
- Ramón Condal - David Olivares
- Víctor Sánchez - Jordi Rios
- Diego López- Xavier Serrano

### Atlético de Madrid
- Diego Simeone - Jordi Ríos (entrenador)
- Enrique Cerezo - Carlos Latre (Presidente)
- Luis Suárez - David Olivares/ David Muñoz
- Mono Burgos - David Olivares (Segundo Entrenador)

### Otros jugadores y entrenadores de otros equipos
- Ahsan Ali Syed - Fermi Fernández
- Aleix Vidal - Carles Roig (Sevilla)
- Alex Ferguson - Javi Jiménez
- Alex Song - Miquel Àngel Ripeu (A.S. Harta)
- Alexander Hleb - Òscar García (Retirado)
- Alexis Sánchez - Jordi Ríos (Inter de Milán)
- Álvaro Morata - Carles Roig (Juventus)
- Aitor Karanka - Blai Rodríguez
- Andoni Zubizarreta - Javi Jimenez / Cesc Casanovas
- Andrés Iniesta - Oriol Cruz (Jugador del Vissel Kobe)
- Andreu Fontàs - Blai Rodríguez (Sporting Kansas City)
- Ángel María Villar - Javi Jímenez
- Ángel Di María - David Fernández / Carles Roig (PSG - Paris Saint-Germain)
- Arda Turan - Oriol Vila / Alan Lillo (Galatasaray)
- Arsene Wenger - Jordi Rios
- Arturo Vidal - Pep Plaza (Inter de Milán)
- Bernd Schuster - Carlos Latre
- Bojan Krkić - Oriol Cruz (Stoke City FC)
- Carles Rexach - Toni Albà
- Carles Puyol - Jordi Ríos (Retirado)
- Carlos Kameni - Miquel Angel Ripeu
- Carlos Tévez - Bruno Oro (Boca Juniors)
- Carlo Ancelotti - Cesc Casanovas (entrenador del Everton)
- Cesc Fábregas - Blai Rodríguez (Mónaco)
- Cristian Dario Álvarez - Fermi Fernández (Cerro Porteño)
- Cristiano Ronaldo - Bruno Oro / Ivan Labanda / Llimoo (Manchester United)
- Dani Alves- Toni Albá (Sao Paolo)
- David Villa - Carlos Latre / Bruno Oro (Retirado)
- Didier Drogba - Miquel Àngel Ripeu (Retirado)
- Diego Armando Maradona - Carlos Latre / David Olivares/ Cesc Casanovas
- Eidur Gudjohnsen - Javi Jiménez
- Emmanuel Adebayor - Miquel Àngel Ripeu (Estambul Basaksehir)
- Fabio Coentrao - Blai Rodríguez / Xavi Serrano (Río Ave)
- Fernando Torres - Albert Mélich (Retirado)
- Ferran Corominas - David Olivares (FC Goa)
- Filipe Luis - Alan Lillo (Flamengo)
- Frank Rijkaard - Javi Jiménez
- Gabriel Milito - Javi Jiménez
- Gareth Bale - David Verdaguer / Albert Mèlich (Tottenham)
- Gerardo Martino-Iván Labanda (Ex Entrenador de la Selección Argentina y Barcelona)
- Gerd Müller - Marc Rodríguez
- Gianluigi Buffon - Pep Plaza (Juventus)
- Gonzalo Higuaín - Òscar García (Juventus)
- Guti - Xavier Serrano
- Hristo Stoichkov - Sergi Mas
- Hugo Sánchez - Carlos Latre
- Iker Casillas - Pep Plaza / Iván Labanda (Porto)
- Ibrahim Afellay - Oriol Cruz  (PSV Eindhoven)
- Ivan Rakitić - David Marcé / Raúl Pérez (Sevilla)
- Isaac Cuenca - David Fernández (Sagan Tosu)
- James Rodríguez - Iván Labanda (Everton)
- Javier Clemente - Javi Jímenez
- Javi Marquez - David Olivares (Gimnàstic)
- Javier Aguirre - Sergi Mas / David Olivares (Entrenador del Real Mallorca)
- Jeremy Mathieu - Xavi Serrano / Albert Mélich (Sporting Lisboa)
- Joan Verdú - Òscar García (Quingdao Huanghai)
- Joan Collet - Cesc Casanovas (Ex-Presidente del RCD Espanyol)
- Johan Cruyff - Jordi Ríos
- Jorge Sampaoli - Iván Labanda (Entrenador)
- Jorge Valdano - Fermi Fernández / Pep Plaza
- José Antonio Camacho - Javi Jiménez
- José Callejón - Òscar García ('Nápoles)'
- José María del Nido - Oriol Cruz
- Jose Mourinho - Toni Albà / Iván Labanda / Raúl Pérez (Entrenador del Tottenham)
- José Manuel Pinto - David Fernández / Xavier Serrano(REtirado)
- José Néstor Pékerman - Bruno Oro  (Entrenador de la Selección Colombia)
- Josep Guardiola - Pep Plaza (Entrenador del Manchester City)
- Juan Carlos Unzué - Pep Plaza
- Juande Ramos - Carlos Latre (ex -Entrenador del Madrid)
- Julen Lopetegui - Pep Plaza (Entrenador del Sevilla)
- Karl-Heinz Rummenigge - Queco Novell
- Kaká - Oriol Cruz
- Kiko Casilla - Xavi Serrano (Leeds United)
- Huntelaar - Jordi Ríos
- Louis Van Gaal - Jordi Ríos / Raúl Pérez
- Luis García - Jordi Ríos
- Luis Enrique - Iván Labanda
- Luis Figo - Iván Labanda / Xavi Carreras
- Manolo Jiménez - Oriol Cruz
- Manolo Preciado - David Olivares
- Manuel Pellegrini - Javi Jiménez
- Marcelo Bielsa- Carlos Latre
- Marc Bartra- Albert Mélich (Jugador del Real Betis)
- Mauricio Pochettino - Xavier Serrano / Bruno Oro (Entrenador del PSG)
- Mesut Özil - Fermì Fernández (Arsenal)
- Michel Platini - Toni Alba
- Neymar - David Fernández / David Verdaguer / Carles Roig / Alan Lillo (PSG)
- Nolito - Iván Labanda (Celta)
- Oleguer Presas - David Olivares
- Osvaldo - Fermi Fernández
- Paco Alcácer - Carles Roig (Villarreal)
- Pedro Rodríguez - Carlos Latre / Max Marieges (Roma)
- Pelé - Miquel Ángel Ripeu
- Pepe - Pep Plaza / Fermí Fernández (Besiktas)
- Pepe Reina - Iván Labanda / Pep Plaza (Lazio)
- Peter Hill-Wood - David Olivares
- Pedja Mijatović - Xavier Serrano
- Radamel Falcao- Pep Plaza (Galatasaray)
- Rafa Benítez - David Olivares (Entrenador)
- Rafa Márquez - Carlos Latre
- Ramón Calderón - Javi Jiménez
- Raúl González - Òscar García / Carlos Latre
- Raúl Tamudo - Carlos Latre
- Rivaldo - David Verdaguer
- Robert Fernández - Oriol Cruz / David Marcé (Ex director deportivo del Barcelona)
- Ronaldinho - David Olivares / Max Marieges
- Drenthe - Miquel Àngel Ripeu
- Tito Vilanova - Xavier Serrano
- Thiago Alcántara - Carlos Latre (Liverpool)
- Txiki Begiristain - Carlos Latre
- Samuel Eto'o - Miquel Àngel Ripeu
- Samuele Longo - David Verdaguer
- Sergio Agüero - Oriol Sati / Carlos Latre (Manchester City)
- Sergio García - Carlos Latre / Oriol Vila
- Seydou Keita - Miquel Àngel Ripeu
- Shunsuke Nakamura - Alberto Jo Lee
- Vicente Boluda - Javi Jiménez
- Vicente Del Bosque - Javi Jiménez / Raúl Pérez
- Víctor Valdés - David Olivares / Iván Labanda (Retirado)
- Walter Pandiani - Javi Jiménez
- Xavi Hernández - Òscar García / Carlos Latre / Max Marieges
- Yayá Touré - Miquel Ángel Ripeu
- Zlatan Ibrahimović - Bruno Oro (Milan)

### Baloncesto
- Ricky Rubio - Xavier Serrano
- Pau Gasol - Xavier Serrano
- Marc Gasol - Carlos Latre / Fermí Fernández
- Rudy Fernández - Jordi Ríos
- Kobe Bryant - Miquel Ángel Ripeu
- Steve Nash - Blai Rodríguez
- Phil Jackson - Jordi Ríos
- Xavi Pascual - Oriol Cruz / Iván Labanda
- Juan Carlos Navarro - Carlos Latre

### Periodistas, reporteros y presentadores
- Alfredo Duro- Iván Labanda (Tertuliano del Chiringuito de jugones)
- Carles Costa - David Marcé (Trincheres)
- Carlos Sobera - Raúl Pérez (Presentador)
- Cristina Cubero - Agnès Busquets/ Judit Martin (Periodista Deportiva)
- Cristóbal Soria - David Muñoz (Tertuliano del Chiringuito de jugones)
- Eloi Vila - David Olivares (Trincheres)
- Francesc Rosés - Carlos Latre
- François Gallardó- David Olivares (Ex-tertuliano del chiringuito de jugones)
- Gerard López - David Verdaguer
- Hugo Gatti - Javi Jiménez / Pep Plaza (Tertuliano del Chiringuito de jugones)
- Inma Casares - Agnès Busquets
- Jesús Gallego - Alan Lillo (Presentador del Golazo de Gol)
- Joan María Pou - Carlos Latre
- Joaquim María Puyal - Pep Plaza
- Jordi Costa - Oriol Cruz
- Jordi Évole - Max Marieges
- Jordi Grau - David Olivares
- Jordi Hurtado- Iván Labanda
- Jordi Robirosa - David Olivares
- Jorge D Alessandro- Pep Plaza (Tertuliano del Chiringuito de jugones)
- José Corbacho- Oriol Cruz
- Josep Lluís Merlos - Pep Plaza
- Josep Pedrerol - Fermi Fernández / Raúl Pérez  (Presentador del Chiringuito de jugones)
- Julio Salinas - Bruno Oro
- Juan Carlos Rivero- Xavi Serrano (Estudio Estadio)
- Juanma Rodríguez- Iván Labanda (Tertuliano del Chiringuito de jugones)
- Laia Ferrer - Mireia Portas
- Lluís Canut - Pep Plaza (Gol a Gol)
- Lobo Carrasco - Pep Plaza (Tertuliano del Chiringuito de jugones)
- Maldini- Raúl Pérez / Alan Lillo (Fiebre Maldini)
- Manolo Lama - Raúl Pérez (Presentador del Golazo de Gol)
- Manu Carreño - Alan Lillo (Presentador de Deportes Cuatro)
- Michael Robinson - Javi Jiménez / Raúl Pérez (Informe Robinson)
- Nacho Peña - Iván Labanda
- Nico Abad- Alan Lillo (Presentador de Deportes Cuatro)
- Òscar Nebreda - Javi Jiménez
- Pepe Domingo Castaño - Javi Jíménez/Pep Plaza (Tiempo de Juego Cadena Cope)
- Pichi Alonso  - Jordi Ríos
- Paco Buyo- Pep Plaza (Tertuliano del Chiringuito de jugones)
- Pilar Rahola - Cesc Casanovas
- Quim Domenech- Alan Lillo (Tertuliano del Chiringuito de jugones)
- Quique Guasch - Carlos Latre
- Ricard Torquemada - Jordi Ríos
- Risto Mejide- Alan Lillo (Presentador)
- Roger Saperas - Òscar García
- Santi Faro- Fermí Fernández
- Sara Carbonero - Mireia Portas (Periodista Deportiva)
- Siro López - David Olivares
- Tomás Guasch - Javi Jiménez
- Tomás Roncero - Carlos Latre/ Cesc Casanovas (Tertuliano del Chiringuito de jugones)
- Victor Patsi - Oriol Cruz
- Xavi Valls - Pep Plaza
- Xavi Torres - David Olivares

### Otros deportes
- Ángel Nieto- Marc Rodríguez (Moto GP)

- Anna Tarrés - Sergi Mas (Natación Sincronizada)
- Dani Pedrosa - Blai Rodríguez (Moto GP)
- Fernando Alonso - Jordi Ríos / Iván Labanda (Formula 1)
- Bernie Ecclestone- David Mercé (Formula 1)
- Gemma Mengual - Agnès Busquets (Natación Sincronizada)
- Jorge Lorenzo - Carlos Latre (Moto GP)
- Kilian Jornet - Blai Rodríguez (Esquí)
- Lance Armstrong - Sergi Mas (Ciclista)
- Laia Sanz - Alba Florejachs (Piloto de Trial)
- Marc Coma - Jordi Ríos (Rally)
- Marc Márquez- Oriol Vila / Oriol Cruz (Moto GP)
- Nani Roma - Oriol Cruz (Rally)
- Novak Djokovic - Òscar García (Tenis)
- Pedro Martínez de la Rosa - Javi Jíménez (Formula 1)
- Rafa Nadal - Carlos Latre (Tenis)
- Roger Federer - Bruno Oro (Tenis)
- Sebastian Vettel - David Verdaguer (Formula 1)
- Serena Williams - Miquel Ángel Ripeu (Tenis)
- Tiger Woods - Miquel Ángel Ripeu (Golf)
- Usain Bolt - Miquel Ángel Ripeu (Atleta)
- Valentino Rossi-Bruno Oro (Moto GP)
- Xavi Pascual - Oriol Vila (Balonmano)

### Otros
- Daniel Sánchez Llibre - Javi Jiménez
- Ferran Soriano - Toni Albà
- Jaume Roures - Toni Albà
- Joan Oliver - Carlos Latre
- Xavier Sala i Martín - David Olivares
- Joan Manuel Serrat - Queco Novell
- Joaquín Sabina - Bruno Oro / Pep Plaza
- José Luis Torrente - Iván Labanda
- Joan Salvat - Queco Novell
- Joan Altafulla-Marc Rodríguez
- Mag Félix - Oriol Cruz
- El mago Pop - Oriol Cruz
- Personatges de llegendes del sport - Pol López
- El becario - Alan Lillo
- Dios - Cesc Casanovas
- Shakira - Leonor Lavado
- Gloria Serra - Leonor Lavado
- Felipe VI - Queco Novell
- Juan Carlos I - Toni Albà
- Iñaki Urdangarin - Bruno Oro
- Cuca Bonavida - Judit Martin
- Matías Pearson - Marc Rodríguez
- El Rubius - Iván Labanda
- AuronPlay - Iván Labanda
- María Teresa Campos - Iván Labanda
- Terelu Campos - Cesc Casanovas
- Jordi Cruz - Raúl Pérez
- Peyu - Iván Labanda

### Presentadores
- Joan Rufas (2014-2017)
- David Verdaguer (2014-2015)

### Famosos invitados a Crackòvia
- Josep Pedrerol
- Jordi Cruz
- Auronplay
- Carlos Pérez de Rozas
- Joan Collet
- Joan Laporta
- Carles Puyol
- Lluis Canut
- Marc Márquez
- Arkano
- Mago Félix
- Carme Barcelò
- Cristina Cubero

## Equipo técnico
- Dirección: Joan Rufas
- Dirección ejecutiva: Toni Soler i Joan Rufas
- Producción ejecutiva: David Felani
- Producción ejecutiva TV3: Reyes Marimon
- Subdirector: Roger Rubio
- Idea original: Minoría Absoluta
- Guionistas: 
  - Toni Soler
  - Jordi López
  - Roger Rubio
  - Pepe Tienda
  - Júlia Cot
  - Albert Martorell
  - Enzo Vizcaíno
  - Ignasi Taltavull
- Realización: Uri García
- Dirección de Producción: Mireia Gaitan
- Producción: Sílvia Sainz

## Crackòvia tras 2017
En el año 2017 Crackovia emitió su último programa aludiendo a que la productora descansaría hasta el primer trimestre de 2018. 
Por otro lado, Polònia, hermano mayor del programa, de vez en cuando, si ocurre algo lo suficiente relevante en el mundo del deporte, realiza algún sketch del tema o un personaje hace un cameo especial, como cuando Mariano Rajoy fue a ver un partido de España en el Mundial de Rusia en 2018 o Sergio Ramos cantando una canción del triplete perdido tras la mala temporada del Real Madrid en 2019, el cual es interrumpido por Joan Tardà, ver a Leo Messi sobre su contrato de Bartomeu, o las múltiples polémicas arbitrales a favor del Real Madrid.